# روزي زو شين
زو شين (الصينية: 朱鑫 ، من مواليد 26 فبراير 1993) والمعروفة أيضًا باسم روزي زو زين، عارضة أزياء وهي حاملة لقب جمال صينية في مسابقة ملكة جمال التي توجت ملكة جمال الكون الصين 2019. ومثلت الصين في مسابقة ملكة جمال الكون 2019. تخرجت من الأكاديمية المركزية للدراما.

## المسابقات

### ملكة جمال العالم الصين 2017
شاركت شين لأول مرة في مسابقة ملكة جمال العالم في الصين 2017 ووصلت إلى الدور النهائي.

### ملكة جمال إنتركونتيننتال الصين 2018
سمح مسؤولو ملكة جمال إنتركونتيننتال الصين لشين بالمشاركة في مسابقة ملكة جمال إنتركونتيننتال الصين 2018. وحلت في قائمة أفضل 10 متأهلين للتصفيات النهائية.

### ملكة جمال الصين 2019
مثلت شين هيبي في مسابقة ملكة جمال الكون الصين 2018 التي أقيمت في شنتشن وتوجت من قبل سلفها ميسو تشين في 14 يناير 2019.

### ملكة جمال الكون 2019
مثلت شين الصين في مسابقة ملكة جمال الكون 2019 وفشلت في الحصول على المركز.

## الروابط الخارجية
- Official Miss Universe China website

| الجوائز و الإنجازات | الجوائز و الإنجازات      | الجوائز و الإنجازات |
| ------------------- | ------------------------ | ------------------- |
| سبقه ميسو تشين      | ملكة جمال كون الصين 2019 | تبعه يحدد لاحقا     |